# 島根県道241号浜田商港線
島根県道241号浜田商港線（しまねけんどう241ごう はまだしょうこうせん）は、島根県浜田市を通る一般県道である。

## 概要
浜田市長浜町から浜田市瀬戸見町に至る。

### 路線データ
- 起点：島根県浜田市長浜町
- 終点：島根県浜田市瀬戸見町（国道9号交点）

## 路線状況

### 重複区間
- 島根県道209号西浜田停車場線（浜田市熱田町）

## 地理

### 通過する自治体
- 島根県
  - 浜田市

### 交差する道路
| 交差する道路                             | 交差する場所 | 交差する場所      |
| ---------------------------------------- | ------------ | ----------------- |
| 島根県道209号西浜田停車場線 重複区間起点 | 熱田町       |                   |
| 島根県道209号西浜田停車場線 重複区間終点 | 熱田町       |                   |
| 国道9号                                  | 瀬戸見町     | 青川交差点 / 終点 |

### 沿線
- 浜田市立長浜小学校
- 日本海
- 浜田港
- JR西日本山陰本線 西浜田駅